# Satyrium crassicaule
Satyrium crassicaule är en orkidéart som beskrevs av Alfred Barton Rendle. Satyrium crassicaule ingår i släktet Satyrium och familjen orkidéer. Inga underarter finns listade i Catalogue of Life.